# 줄무늬 파자마를 입은 소년
줄무늬 파자마를 입은 소년(The Boy in the Striped Pyjamas)은 존 보인의 소설로, 2006년 출판되었다. 2008년에는 영화화되었다.

## 같이 보기
- 줄무늬 파자마를 입은 소년 (영화)